# Tobias Linderoth
Tobias Jan Håkan Linderoth [IPA: tʊ'biːɑs 'lɪndɛˌruːt](*Marsella, Francia, 21 de abril de 1979), exfutbolista sueco. 
Linderoth jugó en el Stabæk para después recalar en el Everton en una temporada sin complicaciones antes de fichar por el F.C. Copenhague en el verano de 2004. Fue jugador del primer equipo durante tres temporadas en el FC Copenhague y se hizo capitán del equipo con el que ganó dos ligas danesas y lo clasificó para la fase de grupos de la UEFA Champions League con Linderoth como jugador clave. 
Es hijo del entrenador de fútbol Anders Linderoth, un ex-internacional sueco que disputó en 1978 la Copa Mundial de la FIFA en Argentina. Linderoth es conocido por su gran trabajo como centrocampista defensivo. El 25 de octubre de 2006, Tobías y su esposa María se convirtieron en padres cuando tuvieron su primer hijo. El 12 de junio de 2007, Linderoth firmó un contrato de tres años con el gigante turco Galatasaray SK, donde lleva el dorsal número 6.

## Selección nacional
Ha sido internacional con la Selección de fútbol de Suecia, ha jugado 76 partidos internacionales y ha anotado 2 goles. Linderoth es un mediocentro dinámico en el equipo nacional de Suecia donde también es segundo capitán. Tobias ha jugado con Suecia en la Eurocopa de 2004, así como las Copas Mundiales de la FIFA de 2002 y 2006. En un partido de la Copa Mundial de 2002 corrió 14.6 kilómetros (9.07 millas) durante los 96 minutos de juego una característica poco usual para la condición física de un jugador. Otra característica fundamental es su sólida, peligrosa y efectiva lucha. El 26 de mayo de 2008, Linderoth anotó su primer gol internacional, el único gol de la victoria 1-0 sobre Eslovenia en un amistoso preparatorio para la Eurocopa 2008. 

### Participaciones en Copas del Mundo
| Mundial                        | Sede                  | Resultado        |
| ------------------------------ | --------------------- | ---------------- |
| Copa Mundial de Fútbol de 2002 | Corea del Sur y Japón | Octavos de final |
| Copa Mundial de Fútbol de 2006 | Alemania              | Octavos de final |

## Clubes
| Club          | País       | Año       |
| ------------- | ---------- | --------- |
| IF Elfsborg   | Suecia     | 1996-1998 |
| Stabæk IF     | Noruega    | 1998-2001 |
| Everton FC    | Inglaterra | 2001-2004 |
| FC Copenhague | Dinamarca  | 2004-2007 |
| Galatasaray   | Turquía    | 2007-2010 |